# Nuthin' but a 'G' Thang
Singles de Dr. Dre
Deep Cover
(1992) Fuck wit Dre Day (And Everybody's Celebratin')
(1993)
Singles par Snoop Doggy Dogg
Deep Cover
(1992) Fuck wit Dre Day (And Everybody's Celebratin')
(1993)
Nuthin' but a 'G' Thang est une chanson de Dr. Dre, featuring Snoop Doggy Dogg, et le premier single de l'album The Chronic (1992).
En 2021, le magazine américain Rolling Stone classe Nuthin' but a 'G' Thang en 29e position dans sa liste des « 500 plus grandes chansons de tous les temps ». Elle est également sélectionnée par le Rock and Roll Hall of Fame, en 1995, comme l'une des « 500 chansons qui ont façonné le rock 'n' roll ».

## Historique
Selon Colin Wolfe, musicien travaillant sur l'album The Chronic, Warren G aurait apporté le sample de I Want'a Do Something Freaky To You de Leon Heywood, à Dr. Dre. Dr Dre décide de faire appel à un orchestre pour réinterpréter la musique et la superposé à l'original pour apporter un effet d'écho. Dr. Dre rajoute et joue une boîte à rythme Roland Tr-808 et un synthétiseur minimoog et Colin Wolfe joue le violon et la basse.

## Samples
I Want'a Do Something Freaky to You de Leon Haywood.
Are You Looking de Congress Alley
Uphill Peace of Mind de Kid Dynamite
West Coast Poplock de Ronnie Hudson & The Street People
B Side Wins Again de Public Enemy.

## Clip
Réalisé par Dr. Dre lui-même, le clip met en scène ce dernier à Long Beach, où il va chercher Snoop Doggy Dogg pour l'emmener à un barbecue.
Certains passages de la vidéo seront censurés par MTV, comme des scènes de nudité, Warren G avec un joint, des logos de marques, etc.

## Liste des titres et
CD single (1992),
1. Nuthin' but a 'G' Thang (Radio Mix) - 3:56
2. Nuthin' but a 'G' Thang (LP Version) - 3:58
3. Nuthin' but a 'G' Thang (instrumentale) - 4:06
4. Nuthin' but a 'G' Thang (Club Mix) - 4:38
5. Nuthin' but a 'G' Thang (Vibe instrumentale) - 4:30
6. Nuthin' but a 'G' Thang (Freestyle Remix) - 4:11

CD single (1994)
1. Nuthin' but a 'G' Thang (Radio Mix) - 3:56
2. Let Me Ride (Radio Mix) - 4:22
3. Nuthin' but a 'G' Thang (Club Mix) - 4:38
4. Let Me Ride (Extended Club Mix) - 11:01

- 1992 12" vinyl[6]

1. Nuthin' but a 'G' Thang (Radio Mix) - 3:56
2. Nuthin' but a 'G' Thang (LP Version) - 3:58
3. Nuthin' but a 'G' Thang (instrumentale) - 4:06
4. A Nigga Witta Gun - 3:56
5. Nuthin' but a 'G' Thang (Club Mix) - 4:38
6. Nuthin' but a 'G' Thang (Freestyle Remix) - 4:11

Vinyle 12" pour le Royaume-Uni (1994)
1. Let Me Ride (Radio Mix) - 4:22
2. Let Me Ride (Extended Club Mix) - 11:01
3. Nuthin' but a 'G' Thang (Freestyle Remix) - 4:11

Vinyle 12" pour les États-Unis (1994)
1. Nuthin' but a 'G' Thang (Radio Mix) - 3:56
2. Nuthin' but a 'G' Thang (Red Eye Mix) - 4:25
3. Nuthin' but a 'G' Thang (Club Mix) - 4:38
4. Let Me Ride (Radio Mix) - 4:22